# ブルーフィッシュ (潜水艦)
ブルーフィッシュ (USS Bluefish, SS-222) は、アメリカ海軍の潜水艦。ガトー級潜水艦の11番艦。艦名は全世界の温水域に生息するオキスズキ科に唯一属するオキスズキに因む。なお、退役から13年後にスタージョン級原子力潜水艦26番艦として2代目「ブルーフィッシュ」が就役している。

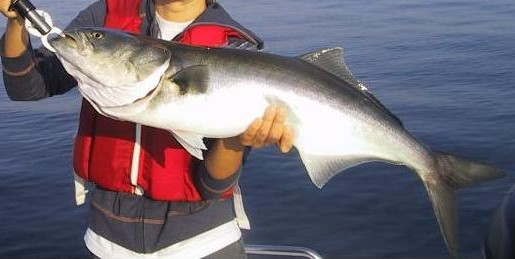
オキスズキ（Bluefish）

## 艦歴
「ブルーフィッシュ」はコネチカット州グロトンのエレクトリック・ボート社で起工する。1943年2月21日に進水し、ジョージ・E・ポーター中佐（アナポリス1932年組）の指揮下1943年5月24日に就役する。副長にはチェスター・W・ニミッツ・ジュニア大尉（アナポリス1936年組）が就任した。「ブルーフィッシュ」はニューロンドン海軍潜水艦基地を7月21日に出航し、ココ・ソロを経由して8月21日にオーストラリアのブリスベンで第72任務群に合流し、来る哨戒に備えダーウィンに進出した。

### 第1、第2、第3の哨戒 1943年9月 - 1944年1月
9月9日、ブルーフィッシュは最初の哨戒でジャワ海、セレベス海方面に向かった。9月18日、ブルーフィッシュは南緯05度38分 東経120度48分 / 南緯5.633度 東経120.800度の地点で2本マストのスクーナーと2隻の小型帆船を発見し、浮上砲戦でスクーナーを炎上させた。9月21日午後には南緯03度58分 東経122度54分 / 南緯3.967度 東経122.900度のケンダリ近海で10,000トン級貨客船を発見し、魚雷を4本発射して2つの爆発を確認したが、目標はそのまま北上していった。9月25日朝、「ブルーフィッシュ」は南緯06度22分 東経118度55分 / 南緯6.367度 東経118.917度の地点で2隻の護衛艦が配された輸送船団を発見し、魚雷を4本発射して1本が目標に命中する。直ちに反転して艦首発射管から魚雷を6本発射し、2本を目標に命中させた。一連の攻撃で陸軍輸送船「明石丸」（三井船舶、3,227トン）に魚雷が1本命中した。2日後の9月27日未明、「ブルーフィッシュ」は南緯05度45分 東経121度50分 / 南緯5.750度 東経121.833度のアンボン南西190海里の地点で、アンボンからセレベス島ポマラに向かっていた特設運送船「北陸丸」（大阪商船、8,359トン）と、北陸丸を護衛中の水雷艇「鵲」を発見し、「北陸丸」に対して魚雷を6本発射したが、魚雷は「鵲」の左舷中部に命中してこれを撃沈。「ブルーフィッシュ」は第二撃で改めて「北陸丸」に対して魚雷を2本発射し、1つの爆発音を聴取した。9月28日夜には「第4号掃海特務艇」と水雷艇「雉」に護衛されていた「明石丸」を再度発見し、南緯06度05分 東経125度55分 / 南緯6.083度 東経125.917度の地点に至って浮上攻撃により魚雷を2本発射して2本とも命中し、同船は爆発を起こして沈没した。「ブルーフィッシュ」はこの攻撃で魚雷を使い果たしたため哨戒を打ち切った。10月4日、「ブルーフィッシュ」は25日間の行動を終えてフリーマントルに帰投した。
10月26日、「ブルーフィッシュ」は2回目の哨戒で南シナ海に向かった。11月6日夜、北緯10度40分 東経115度15分 / 北緯10.667度 東経115.250度の地点で遠方に輸送船団、11月3日にシンガポールを出港し門司に向かっていたヒ14船団を発見する。一旦は見失うも、翌11月7日午後に再度発見して船団の全貌をおおよそ掴む事ができた。11月8日朝、北緯16度44分 東経116度22分 / 北緯16.733度 東経116.367度の南沙諸島東方に至ったところで浮上攻撃を仕掛け、先頭船、五番船および六番船に対して、艦首と艦尾の両発射管を使って魚雷を計10本発射し、全て命中させたと判断される。1時間後に二度目の攻撃で後落したタンカーに対して魚雷を4本発射したが、1本は命中したものの不発で2本は命中せず、残る1本が命中しただけだった。三度目の攻撃で魚雷を2本発射して1本を命中させ、四度目の攻撃でも魚雷を2本発射し2本とも命中させた。この一連の攻撃でタンカー「旭栄丸」（日東汽船、10,571トン）を撃沈した。11月18日午前には北緯05度06分 東経123度39分 / 北緯5.100度 東経123.650度の地点でパラオからバリクパパンに向かっていた第2513船団を発見し、深夜まで追跡の上、北緯04度52分 東経122度07分 / 北緯4.867度 東経122.117度のバシラン島沖に至ったところで駆逐艦「早苗」と特務艦「隠戸」に対して魚雷を4本、「隠戸」に対しては魚雷をさらに2本発射。魚雷は3本が「早苗」に、1本が「隠戸」に命中して「早苗」は沈没し、「隠戸」は中破して行き足を止めた。「ブルーフィッシュ」は、またもや魚雷を早々に使い果たした。11月26日、32日間の行動を終えてフリーマントルに帰投した。
12月20日、「ブルーフィッシュ」は3回目の哨戒で「ラッシャー」(USS Rasher, SS-269) とともに南シナ海、タイランド湾方面に向かった。12月30日夕刻、「ブルーフィッシュ」は南緯02度45分 東経109度10分 / 南緯2.750度 東経109.167度のカリマタ海峡でタンカー「一宇丸」（共同企業、5,061トン）を発見し、魚雷を5本発射して全て命中させて撃沈した。1944年1月2日から3日未明にかけては、北緯04度50分 東経103度33分 / 北緯4.833度 東経103.550度を中心とするマレー半島東岸ドゥングンとテンゴール島間の海域に機雷を11個敷設。1月4日午後、「ブルーフィッシュ」は「ラッシャー」と会合する。会合の後「ラッシャー」と別れてから約2時間半後、「ラッシャー」から敵発見の報告がもたらされ、すぐさまその方角に移動する。「ラッシャー」の攻撃に起因すると思われる何度かの爆発を確認しつつ目標に接近し、21時ごろから北緯07度00分 東経107度30分 / 北緯7.000度 東経107.500度のナトゥナ諸島北北東沖でミリからサンジャックに向かっていたタンカー船団に対する浮上攻撃を開始する。最初の攻撃目標をタンカー「八紘丸」（共同企業、6,046トン）と応急タンカー「崑山丸」（大連汽船、2,733トン）とし、元はアメリカで建造された「八紘丸」に対して魚雷を4本、「崑山丸」に対して魚雷を2本発射。魚雷は「八紘丸」に2本が命中したと思われ、「ブルーフィッシュ」は掃射ののち潜航と反転行い、手負いの「八紘丸」に対する第二撃で魚雷を2本発射して1つの命中音を確認。「八紘丸」は北緯07度05分 東経108度30分 / 北緯7.083度 東経108.500度の地点で瞬時に爆沈し、「ラッシャー」がその様子を確認していた。再浮上の後、「ラッシャー」が特設運送船（給油）「紀洋丸」（浅野物産、7,251トン）を撃沈する様子を見届けた後、北緯07度16分 東経108度34分 / 北緯7.267度 東経108.567度の地点で「崑山丸」に対して魚雷を5本発射するが命中せず、日付が1月5日に変わってから北緯07度40分 東経108度25分 / 北緯7.667度 東経108.417度の地点で魚雷をさらに3本発射したが、これも命中しなかった。攻撃後、「八紘丸」と「紀洋丸」の沈没地点に戻ると、合計50名の日本人が乗った2隻の救命ボートが漂っており、そのうちの何人かを捕虜にして尋問した。1月13日、「ブルーフィッシュ」は27日間の行動を終えてフリーマントルに帰投。艦長がチャールズ・M・ヘンダーソン少佐（アナポリス1934年組）に代わった。副長のニミッツ・ジュニア大尉も少佐に昇進して「ハッド」(USS Haddo, SS-255) 艦長となり、「ブルーフィッシュ」を退艦した。

### 第4、第5、第6の哨戒 1944年2月 - 9月
2月13日、「ブルーフィッシュ」は4回目の哨戒で南シナ海に向かった。日付が3月3日になってすぐ、レーダーが17,500ヤード (16.0 km) 先に目標を探知する。間合いを取って追跡を行い、明け方には先頭船と二番船に対して魚雷を3本ずつ計6本発射し、反転し三番船に対して艦尾発射管から魚雷を4本発射するも、全て外れた。この目標はヒ47船団で、魚雷は特設運送船「能代丸」（日本郵船、7,189トン）に向かったが回避された。一度はヒ74船団との接触が途絶えるが、翌3月4日未明に再び発見。前日同様に接敵し、明け方に北緯05度29分 東経108度46分 / 北緯5.483度 東経108.767度の地点で艦尾発射管から魚雷を3本発射。魚雷は特設運送船（給油）「大峯山丸」（三井船舶、10,536トン）に2本から3本命中し、同船は僅かに船首を海面上に突き出した状態で沈没した。攻撃後は哨戒の傍らで南沙諸島の偵察も行う。3月20日には北緯07度35分 東経110度56分 / 北緯7.583度 東経110.933度の地点で日本潜水艦を発見するが、攻撃の機会がなかった。3月28日夜、ブルーフィッシュは北緯06度34分 東経118度33分 / 北緯6.567度 東経118.550度の地点で「沖島型敷設艦」を発見し、北緯05度58分 東経119度15分 / 北緯5.967度 東経119.250度の地点に至った所で、艦首発射管から魚雷を4本と、最後に艦尾発射管に残った魚雷を1本発射したが、目標が針路を変えたため命中しなかった。4月12日、ブルーフィッシュは58日間の行動を終えてフリーマントルに帰投した。
5月7日、ブルーフィッシュは5回目の哨戒でセレベス海方面に向かった。途中、当時インド洋方面にいた空母「サラトガ」(USS Saratoga, CV-3) とイギリス空母「イラストリアス」(HMS Illustrious, R87) の搭載機が5月17日にスラバヤを空襲する（トランサム作戦）ので、空襲を援護する任務を命じられた。援護任務が終了すると通常の哨戒任務に戻った。5月25日ごろからは、タウィタウィの日本艦隊の動静を監視。5月26日には3隻の戦艦、4隻の重巡洋艦、3隻の軽巡洋艦その他の艦艇を認めた。5月30日、「ブルーフィッシュ」は「カブリラ」(USS Cabrilla, SS-288) とともにタウィタウィ沖で、渾作戦のために出撃した戦艦「扶桑」、重巡洋艦「妙高」「羽黒」以下の第一次渾部隊を発見した。「ブルーフィッシュ」は部隊の3海里以内までに接近することができず、部隊が視界外に去ってから日本艦隊出撃の報を司令部に打電した。6月1日、定例の湾内の偵察を終えた「ブルーフィッシュ」は、高速で接近する「照月型駆逐艦」を探知し、艦尾発射管を目標に差し向ける。しかし、続いて別の巡洋艦あるいは駆逐艦が現れ、彼我の目標および暗礁との距離を探っているうちに攻撃の機会を逸した。タウィタウィの監視を終えた後の6月12日未明、南緯00度05分 東経118度45分 / 南緯0.083度 東経118.750度の地点で「占守型海防艦」を発見し、魚雷を6本発射するが外れ、逆に爆雷攻撃を受ける羽目となった。6月15日未明にも大型輸送船に対して魚雷を5本発射するが、命中しなかった。6月16日朝、北緯02度28分 東経118度09分 / 北緯2.467度 東経118.150度の地点で3隻の輸送船を発見し、二番手の中型輸送船に対して魚雷を3本発射する。魚雷は輸送船「南進丸」（元中国船「泳安」/帝国船舶、1,422トン）に1本命中してこれを撃沈。6月20日夕刻、「ブルーフィッシュ」は南緯04度06分 東経117度26分 / 南緯4.100度 東経117.433度の地点で「大型輸送船」と「千鳥型水雷艇」を発見し、まず魚雷を2本発射するが命中しなかった。続いて魚雷を3本発射したもののこれも外れ、日付が6月21日になってから南緯04度04分 東経116度45分 / 南緯4.067度 東経116.750度の地点で行われた三度目の攻撃では魚雷を4本発射し、うち2本が輸送船「河南丸」（日本海汽船、3,312トン）に命中して撃沈した。6月28日、「ブルーフィッシュ」は53日間の行動を終えてフリーマントルに帰投した。

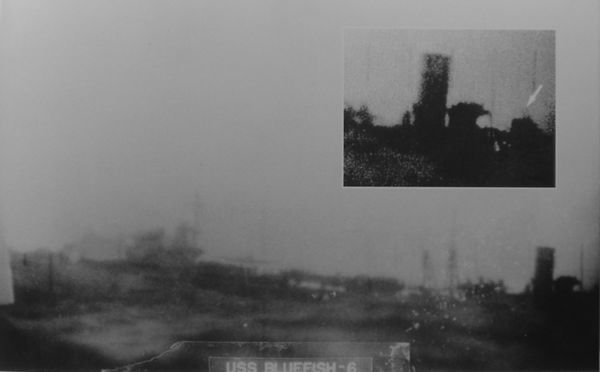
ブルーフィッシュから撮影された特務艦「速吸」の断末魔（1944年8月19日）

7月22日、「ブルーフィッシュ」は6回目の哨戒で南シナ海、ルソン島西岸方面に向かった。ダーウィンに寄港の後、哨区に進出。8月15日、「ラッシャー」から、8月12日に「パファー」(USS Puffer, SS-268) の攻撃で損傷した艦船を捜索するよう指示を受け、ミンドロ島沿岸部に向かう。8月17日朝に3隻の艦艇に囲まれた特設運送船（給油）「神鳳丸」（飯野海運、5,135トン）を発見し、夕方まで静観した後に再接近して魚雷を1本発射。魚雷は「神鳳丸」に命中し、「神鳳丸」は北緯13度31分 東経120度23分 / 北緯13.517度 東経120.383度の地点で沈没した。8月19日未明、「ブルーフィッシュ」はレーダーで目標を探知。この目標は伊万里湾からマニラに向かっていたヒ71船団で、すでに8月18日22時20分ごろに、「ラッシャー」が船団最後尾の空母「大鷹」を撃沈し、次いで23時12分に、特徴的な煙突を持ち、かつて交換船としても活躍した「帝亜丸」（帝国船舶、元フランス船アラミス/日本郵船委託、17,537トン）に魚雷を2本命中させて撃沈。船団は混乱し悪天候の中を右往左往するようになり、各船は陸岸に近接して避退していった。「ブルーフィッシュ」は混乱続くヒ71船団に14ノットの速力で接近し、北緯17度34分 東経119度24分 / 北緯17.567度 東経119.400度のビガン西岸沖105kmの地点に達した3時20分に、「図南丸級タンカー」と二番目のタンカーに対して魚雷を4本発射し、2本から3本が命中した事を確認する。1時間半後に二度目の攻撃で「二番目のタンカー」魚雷を3本発射し、2つの爆発を確認。三度目の攻撃はその1時間後に行われ、同じく二番目のタンカーに対して魚雷を2本発射して2本とも命中させる。霧が出て爆発がとどろく中、明け方には北緯17度35分05秒 東経119度38分05秒 / 北緯17.58472度 東経119.63472度の地点で行き足を止めた「図南丸級タンカー」に対して魚雷を3本発射し、全て命中させて目標を沈めた。この「図南丸級タンカー」は特務艦「速吸」であり、「ブルーフィッシュ」は沈み行く「速吸」の写真を潜望鏡越しに撮影したが、これが現在までのところ、「速吸」唯一の写真となっている。攻撃後も8月31日までビガン近海とルソン海峡で哨戒を続け、その後はミッドウェー島に針路を向けた。9月14日、「ブルーフィッシュ」は54日間の行動を終えて真珠湾に帰投。サンフランシスコに回航され、ベスレヘム・スチールでオーバーホールに入った。オーバーホール成って戦列に復帰した「ブルーフィッシュ」は、真珠湾を経由して1945年2月9日にグアムアプラ港に到着した。

### 第7、第8、第9の哨戒 1945年2月 - 9月
2月10日、「ブルーフィッシュ」は7回目の哨戒で日本近海に向かった。南西諸島方面で救助配備任務に就き、3月1日に戦闘機の援護を得て2名のパイロットを救助したものの、息を引き取って水葬で葬られた。3月19日、北緯32度30分 東経137度57分 / 北緯32.500度 東経137.950度の地点で200トン級監視艇を発見し、浮上砲戦で損傷を与えた。3月24日、42日間の行動を終えてアプラ港に帰投。艦長がジョージ・W・フォーブス・ジュニア少佐（アナポリス1939年組）に代わった。
4月23日、「ブルーフィッシュ」は8回目の哨戒で東シナ海に向かった。4月29日、先島諸島方面での救助配備任務中に音信不通になった「スヌーク」(USS Snook, SS-279) に代わって救助配備任務に就き、5月29日まで任務を続けた。その間の5月7日未明、「ブルーフィッシュ」は石垣島宮良の航空基地に対して5インチ砲による艦砲射撃を行ったが、大した損害は与えなかったと判定される。石垣島への艦砲射撃は5月24日夕刻と5月28日夕刻にも行われ、5月7日に攻撃したのとは別の航空基地に対して5インチ砲弾を撃ち込んだ。6月1日、38日間の行動を終えてスービック湾に帰投した。

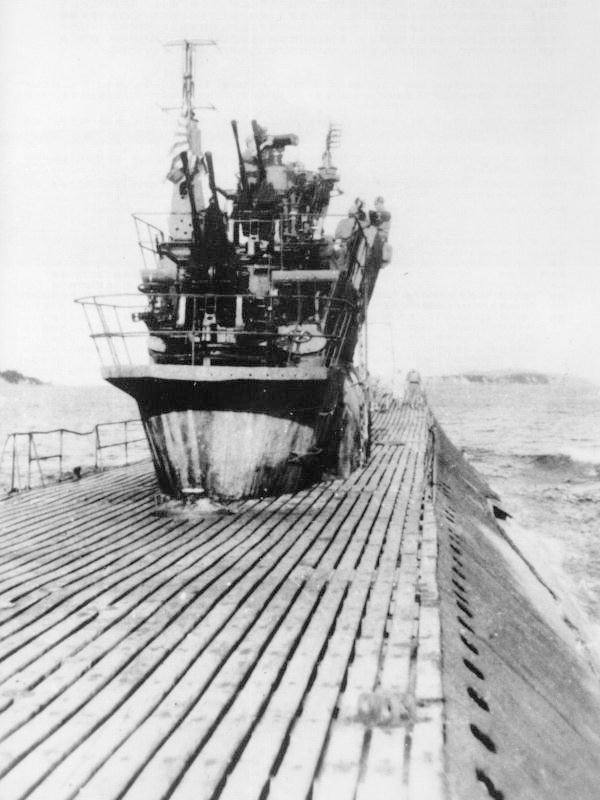
伊351の艦橋部

6月25日、「ブルーフィッシュ」は9回目の哨戒で南シナ海に向かった。6月30日に僚艦「ブロワー」(USS Blower, SS-325) と会合し、テンゴール岬から北が「ブルーフィッシュ」、南が「ブロワー」の哨戒海域となった。7月8日夜、「ブルーフィッシュ」は「ブロワー」から「北緯02度42分 東経105度34分 / 北緯2.700度 東経105.567度の地点に2隻の小型艦艇がいる」と教えられ、その方向に艦を進めて北緯02度13分 東経105度03分 / 北緯2.217度 東経105.050度の地点で目標を発見し、魚雷を4本発射するが命中しなかった。日付が7月9日に変わってすぐ、深度を浅くして魚雷を4本発射して2本を命中させ、程なく三度目の攻撃で魚雷を4本発射したが、これは命中しなかった。この攻撃で、「第50号駆潜特務艇」を撃沈した。7月13日からは、「ブロワー」とともに「ハンマーヘッド」(USS Hammerhead, SS-364)、「チャー」(USS Charr, SS-328) と合流しウルフパックを構成。この頃、「大型潜水艦がシンガポールを出た」という情報を得た「ブルーフィッシュ」は、この潜水艦を撃沈するよう司令部から命令を受けた。7月15日未明、「ブルーフィッシュ」は2つの魚雷爆発音を聞く。「ブロワー」が目標に対して攻撃をしたと判断され、その「ブロワー」から「攻撃を行ったが、その結果は疑わしい」との報告が入る。やがて「ブルーフィッシュ」は、北緯05度44分 東経110度06分 / 北緯5.733度 東経110.100度の地点で12ノットの速力で浮上航行中の大型潜水艦を発見した。これはガソリン輸送潜水艦「伊351」であり、ガソリン輸送のついでに第九三六海軍航空隊関係者を便乗させて、7月11日にシンガポールを出港し佐世保に向かってる途中だった。「ブルーフィッシュ」は「伊351」に魚雷を4本発射し、そのうちの2本を命中させて撃沈して「伊351」の乗組員3名を捕虜とした。7月19日には南緯00度04分 東経105度08分 / 南緯0.067度 東経105.133度の地点で日の丸を掲げたジャンクを発見し、威嚇射撃で停船させて原住民を退去させた上で砲撃により撃沈した。7月29日、ブルーフィッシュは33日間の行動を終えてフリーマントルに帰投した。

### 戦後
戦争が終了すると「ブルーフィッシュ」は本国に帰還し、10月9日にフィラデルフィア海軍工廠に到着する。第16艦隊に配属された後、10月31日にニューロンドン潜水艦基地へ移動、その後グロトンのエレクトリック・ボートに曳航され修理を受ける。1946年6月12日に復帰し、1947年2月12日に予備役となる。1952年1月7日にニューロンドン海軍潜水艦基地で再就役し、大西洋艦隊第82潜水艦部隊に配属される。4月7日にフロリダ州キーウェストに向かい、4月11日に第41潜水艦部隊に合流する。以後、1953年5月までフロリダ沿岸およびカリブ海での訓練演習および作戦活動に従事した。同年6月7日にポーツマス海軍基地に到着し、ポーツマス海軍造船所で不活性化オーバーホールを受け、11月20日にニューロンドンで予備役となった。その後、1958年6月1日に除籍され、1960年6月8日にスクラップとして売却された。
「ブルーフィッシュ」は第二次世界大戦の戦功で10個の従軍星章を受章した。